# Mangarevanische Sprache
Mangarevanisch (auch Mangareva, innersprachlich te reo magareva [te re.o ma.ŋa.re.va]) ist eine polynesische Sprache, die in Französisch-Polynesien auf Mangareva gesprochen wird.
Am nächsten verwandt ist Mangarevanisch mit Hawaiisch und den Sprachen, die auf den Marquesas-Inseln gesprochen werden (siehe Marquesische Sprachen). Die Zahl der Sprecher betrug 1987 ca. 1.600.